# 岡野 (横浜市)
岡野（おかの）は、神奈川県横浜市西区の町名。現行行政地名は岡野一丁目および岡野二丁目で、住居表示は実施済み区域。

## 地理

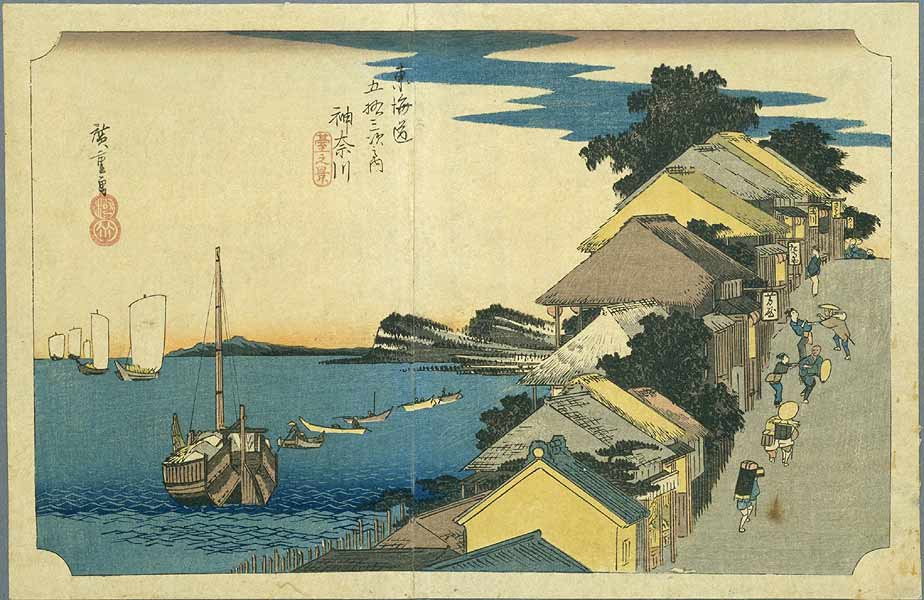
歌川広重『東海道五十三次』「神奈川 台之景」（再刻版）より。青木橋付近から横浜駅西口方面。小舟のある辺りが、現在の岡野。

西区の西部に位置し、北東は県道横浜生田線（新横浜通り）を挟み南幸、南東は帷子川を挟み西平沼町に接する。新田間川を挟んで南西は南浅間町、西から北西にかけて浅間町に接する。帷子川には上流側から沼野橋、平岡橋、元平沼橋および平沼橋、新田間川には烏帽子田橋、藤江橋、霜下橋、浅岡橋、岡野橋、新田間橋が架かる。平岡橋と岡野橋を結ぶ通りの東が一丁目、西が二丁目となる。一丁目には神奈川県立横浜平沼高等学校と、その北東に横浜市西公会堂がある。新横浜通り沿いは横浜駅西口の繁華街に近く、商店や飲食店が多い。二丁目中央部には区内で唯一の野球場やプールなどを備えた岡野公園があり、その北側に岡野福祉会館、横浜市立岡野中学校、西側には横浜川崎治水事務所などが入る横浜西合同庁舎や、古河電気工業横浜事業所、研究所等がある。研究所の敷地の一部には2011年11月30日にサミットストアが開店。同社グループの古河電工パワーシステムズの事業所は、2016年11月に海老名市に移転した。
平岡橋を渡った先の西平沼町には相鉄本線平沼橋駅があり、朝夕は平沼高校の通学路としてにぎわう。横浜駅西口から西公会堂付近までは、徒歩で10分ほどである。新横浜通り上の岡野町バス停からは、横浜駅西口から三ツ沢や洪福寺方面、保土ケ谷車庫前から市庁前・本牧を経由して根岸駅を結ぶ路線などが運行されている。

### 面積
面積は以下の通りである。
| 町丁       | 面積 (km²) |
| ---------- | ---------- |
| 岡野一丁目 | 0.103      |
| 岡野二丁目 | 0.147      |
| 計         | 0.250      |

### 地価
住宅地の地価は、2025年（令和7年）1月1日の公示地価によれば、岡野1-18-2の地点で46万5000円/m²、岡野2-17-15の地点で56万円/m²となっている。

## 歴史

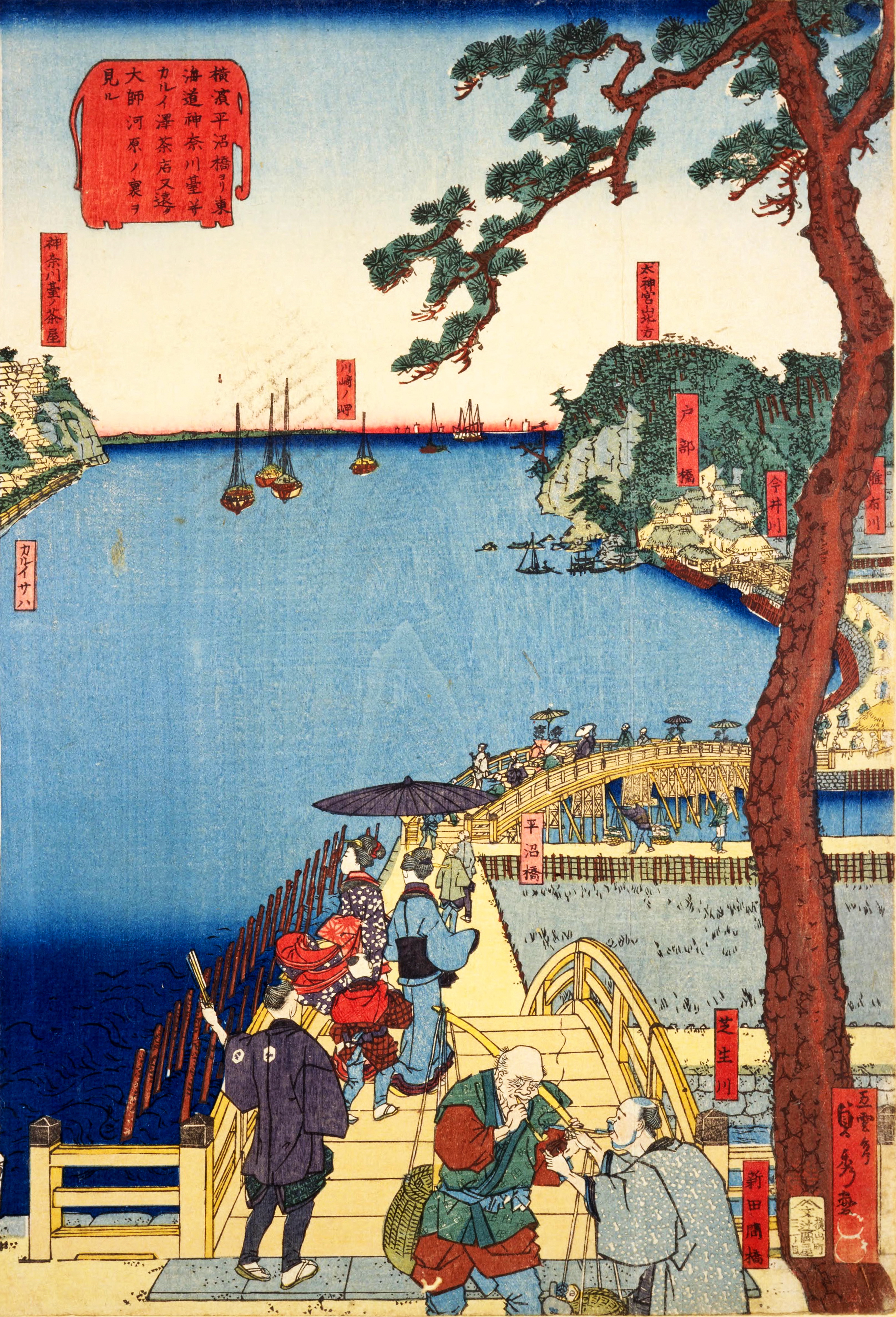
江戸時代（1860年頃）の横浜道の新田間橋付近
右側の田んぼが岡野新田

かつては帷子川河口の湿地帯で、現在の町域のうち南西端の一部は1786年（天明6年）に「藤江茂右衛門」により開拓された藤江新田、残る大半の部分はその後開拓された岡野新田が元になっている。程ヶ谷宿の金物商であった岡野勘四郎良親は、藤江新田を引き継ぐ形で1833年（天保4年）より当地の新田開拓を始める。しかしその3年後、良親は41歳で死去。良親の息子で、当時6歳であった良哉が事業を受け継ぎ1850年（嘉永3年）に完成させた。岡野新田は、岡野の屋号が「鍋屋」であったことから鍋屋新田とも呼ばれた。1859年（安政6年）の横浜港開港の際には、新田の縁に横浜道（現在の新横浜通りに相当）が開通した。1873年（明治6年）、街並みの整った所に千歳町、新玉町、岡野町を新設。1889年4月1日には町村制の施行により、神戸町、岩間町、帷子町、旧保土ケ谷町と合併して橘樹郡保土ケ谷町が成立、当地は保土ケ谷町大字岡野新田となる。1896年には、良哉の長男の岡野欣之助により神奈川県農事試験場が誘致され、さらに1900年には欣之助は神奈川県立高等女学校に土地と寄宿舎を寄付した。県農事試験場は1908年に保土ケ谷町に移転。その後の再編により、現在は平塚市にある農業技術センターが後継機関となり、岡野町の農事試験場跡地は岡野公園となっている。高等女学校は1950年に共学化され、神奈川県立横浜平沼高等学校に改称した。1901年（明治34年）には保土ケ谷町大字岡野新田は横浜市に編入され、横浜市岡野町となる。1923年（大正12年）9月1日の関東大震災では、家屋の焼失などの被害が多数発生した。同月には町内に済生会神奈川県病院が新設された（1949年に神奈川区富家町に移転）。1927年（昭和2年）10月1日の区制施行の際には神奈川区の一部となった。1936年には岡野町と浅間町の各一部から南浅間町が新設された。1943年（昭和18年）12月1日には神奈川区から中区に編入され、1944年（昭和19年）4月1日中区から西区が新設された際には西区に編入された。1965年7月1日には西平沼町の一部と岡野町から岡野一・二丁目が新設されるとともに一部が南幸二丁目・浅間町・南浅間町となり、岡野町の町名は廃止された。1982年（昭和57年）には、横浜ゴルフサロン跡に横浜市西公会堂が開館した。

## 世帯数と人口
2025年（令和7年）6月30日現在（横浜市発表）の世帯数と人口は以下の通りである。
| 丁目       | 世帯数    | 人口    |
| ---------- | --------- | ------- |
| 岡野一丁目 | 921世帯   | 1,436人 |
| 岡野二丁目 | 1,509世帯 | 2,640人 |
| 計         | 2,430世帯 | 4,076人 |

### 人口の変遷
国勢調査による人口の推移。
| 年                 | 人口  |
| ------------------ | ----- |
| 1995年（平成7年）  | 2,749 |
| 2000年（平成12年） | 3,176 |
| 2005年（平成17年） | 3,544 |
| 2010年（平成22年） | 3,726 |
| 2015年（平成27年） | 3,790 |
| 2020年（令和2年）  | 4,079 |

### 世帯数の変遷
国勢調査による世帯数の推移。
| 年                 | 世帯数 |
| ------------------ | ------ |
| 1995年（平成7年）  | 1,141  |
| 2000年（平成12年） | 1,471  |
| 2005年（平成17年） | 1,602  |
| 2010年（平成22年） | 1,857  |
| 2015年（平成27年） | 1,927  |
| 2020年（令和2年）  | 2,108  |

## 学区
市立小・中学校に通う場合、学区は以下の通りとなる（2024年11月時点）。
| 丁目       | 番地 | 小学校             | 中学校             |
| ---------- | ---- | ------------------ | ------------------ |
| 岡野一丁目 | 全域 | 横浜市立平沼小学校 | 横浜市立岡野中学校 |
| 岡野二丁目 | 全域 | 横浜市立平沼小学校 | 横浜市立岡野中学校 |

## 事業所
2021年現在の経済センサス調査による事業所数と従業員数は以下の通りである。
| 丁目       | 事業所数  | 従業員数 |
| ---------- | --------- | -------- |
| 岡野一丁目 | 169事業所 | 1,747人  |
| 岡野二丁目 | 126事業所 | 2,331人  |
| 計         | 295事業所 | 4,078人  |

### 事業者数の変遷
経済センサスによる事業所数の推移。
| 年                 | 事業者数 |
| ------------------ | -------- |
| 2016年（平成28年） | 269      |
| 2021年（令和3年）  | 295      |

### 従業員数の変遷
経済センサスによる従業員数の推移。
| 年                 | 従業員数 |
| ------------------ | -------- |
| 2016年（平成28年） | 3,182    |
| 2021年（令和3年）  | 4,078    |

## 施設
- 神奈川県立横浜平沼高等学校
- 横浜市立岡野中学校
- 戸部警察署 岡野交番
- 横浜市西公会堂
- 横浜市西地区センター
- 岡野公園
- 岡野神社
- サミットストア
- 吉村家

## その他

### 日本郵便
- 郵便番号：220-0073[3]（集配局：神奈川郵便局[30]）

### 警察
町内の警察の管轄区域は以下の通りである。
| 丁目       | 番・番地等 | 警察署     | 交番・駐在所 |
| ---------- | ---------- | ---------- | ------------ |
| 岡野一丁目 | 全域       | 戸部警察署 | 岡野交番     |
| 岡野二丁目 | 全域       | 戸部警察署 | 岡野交番     |